# 异氰基乙酸乙酯
异氰基乙酸乙酯是一种有机化合物，化学式为C5H7NO2。根据一份2020年的统计，它是在学术研究中第五常见的异腈。它可由N-甲酰基甘氨酸乙酯和光气（或三氯氧磷）在三乙胺存在下于二氯甲烷中反应得到。

## 反应
异氰基乙酸乙酯在催化下和乙醛反应，可以得到4,5-二氢-5-甲基-4-噁唑甲酸甲酯，反应同时产生4S-反式异构体和4R-顺式异构体，比例84:16。它和己醛在对甲苯磺酸钠存在下于水中反应，可以得到N-(2-羟基-1-氧代庚基)甘氨酸乙酯。
它在氢氧化钾溶液中水解，生成异氰基乙酸钾。
CNCH2COOC2H5 + KOH → CNCH2COOK + C2H5OH
它和磺酰氯在三氯甲烷中反应，可以得到N-二氯亚甲基甘氨酸乙酯。
在氯化铜、邻菲啰啉和碳酸铯存在下，它和芳胺、二氟氯乙酸钠反应，可以得到相应的芳基咪唑甲酸乙酯。